# 杨汇泉
杨汇泉（1932年2月—），男，山东平原人，中华人民共和国政治人物，曾任湖南省人民政府副省长（被罢免），湖南省政协副主席。